# L'etern femení
L'etern femení (1934) és l'obra més important de l'escriptora i periodista Llucieta Canyà. Es tracta de l'assaig on l'escriptora va plasmar les seves principals idees sobre la feminitat i el paper de la dona en la societat industrial, posant al centre el debat de la compatibilitat de ser mare amb l'actuació pública. Va esdevenir ràpidament un èxit de vendes que s'ha reeditat en nombroses ocasions al llarg dels anys, també en castellà.
La primera edició de l'obra va comptar amb un pròleg de Josep Maria de Sagarra. Tot i que considerà que "és un llibre adreçat exclusivament a les dones", Sagarra va adonar-se'n de les limitacions evidents del feminisme de Canyà:"tractant-se de Llucieta Canyà, el pànic que em fa la paraula 'feminisme' es converteix en aquell somriure que em produeixen els espectacles".
El llibre és una mena de guia moral de les dones des de l'adolescència fins a la maternitat dividit en quatre parts: La noia, La muller, La mare i L'actuació política i social de la dona. A L'etern femení, Canyà propugnava una idea de la dona que prioritza el paper de mare perfecta i amant esposa, l'àngel de la llar que Virginia Woolf havia rebutjat. Malgrat aquesta concepció conservadora del rol de la dona, hi ha en l'obra una defensa del sufragi universal i una crida a la participació política. Al quart capítol l'autora defensa: "Entenem que una dona pot perfectament tenir cura de la criança dels fills i, no obstant, fer un bon paper en una regidoria".
Maria Aurèlia Capmany va considerar sobre el llibre que, "en el fons, Llucieta Canyà defensava, amb un llenguatge planer, la tesi que molt seriosament defensaven un Ortega Gasset i un Eugeni d'Ors. És una tesi que té una clara finalitat pedagògica: es tracta d'explicar a la dona que, en el camí de l'emancipació, s'ha d'aturar just en els límits que preserven la seva feminitat".
L'any 1957 es va publicar L'etern masculí, una mena de breviari que segueix el mateix patró que el seu precedent femení. Seguia una estructura similar dividida en tres parts: El noi, El marit, El pare i Petit diccionari de l'etern masculí, on hi descriu vint-i-tres prototipus masculins (l'audaç, el barrut, el cínic, el roncaire...).